# Rosario Nicolosi
Rosario Nicolosi dit Rino Nicolosi, né le 28 juillet 1942 à Acireale, mort le 30 novembre 1998 dans la même commune, est un homme politique et syndicaliste italien.
Membre de la Démocratie chrétienne, il est président de la Région sicilienne de 1985 à 1991.

## Biographie

### Débuts politiques
Docteur en chimie industrielle, Rino Nicolosi s'engage à la Confédération italienne des syndicats de travailleurs (CISL) et au sein de la Démocratie chrétienne sicilienne dont il devient un membre important de l'aile gauche.
Conseiller municipal de sa ville natale, Acireale, il est élu à l'Assemblée régionale sicilienne lors des élections régionales de 1976. Réélu lors du scrutin suivant, il est assesseur dans les gouvernements premiers cabinets de la neuvième législature : chargé de l'Industrie auprès de Mario D'Acquisto (7 août 1981-22 décembre 1982), il obtient le portefeuille des Travaux publics sous le gouvernement Lo Giudice (22 décembre 1982-19 octobre 1983) et le conserve sous Santi Nicita (19 octobre 1983-21 mars 1984) et Modesto Sardo (21 mars 1984-1er février 1985).

### Président de la Région sicilienne
Mettant fin à la mainmise des andreottiens sur la Région sicilienne, le secrétaire national chrétien-démocrate, Ciriaco De Mita, incite les leaders siciliens à se retirer au profit d'une nouvelle génération, tel le secrétaire régional DC Calogero Mannino, Sergio Mattarella et Rosario Nicolosi, proche de Mannino.
Fin janvier 1985, Nicolosi est élu président de la Région avec 50 voix provenant de la DC, de PSI, du PRI, du PSDI et du PLI. Douze voix démocrates chrétiennes lui font défaut, probablement à cause de l'ambiguïté de sa position lors de l'élection manquée, un an plus tôt, de l'ancien secrétaire DC Rosario Nicoletti qui s'est suicidé peu après.
Malgré ce manque d'unité initiale, Rino Nicolosi conserve la tête de cinq gouvernements successifs durant six ans et demi.
Réformateur et ambitieux, il aspire à une relance économique et une modernisation planifiée de l'île. Cherchant à renforcer le pouvoir exécutif au détriment de l'ARS, accusée d'entraver l'action gouvernementale, il s'entoure de nombreux experts et consultants, dont les plus proches sont le médiéviste Sandro Musco et l'économiste Elio Rossitto. La Sicile bénéficie à cette époque de larges subsides de l’État et de l'Europe (8000 milliards), distribuées par sa junte sans contrôle du Parlement, souvent de manière discrétionnaire, et parfois gaspillées comme les 1100 milliards consentis pour recapitaliser Banco di Sicilia et la Sicilcassa.
Alors qu'après une trêve lors du maxi-procès, les assassinats reprennent (l'ancien maire Giuseppe Insalaco, le policier Natale Mondo, le juge Antonino Saetta et son fils Stefano, le journaliste Mauro Rostagno, le magistrat Rosario Livatino, le fonctionnaire régional Giovanni Bonsignore et l'entrepreneur Libero Grassi), Nicolosi ne s'attaque pas à la Mafia, considérant en 1988 qu'« on ne tient pas la Mafia avec l'anti-Mafia ou en dramatisant à tout instant le problème ».
Lorsque la marine libyenne saisit des bateaux de pêche siciliens, il rend personnellement visite à Mouammar Kadhafi pour obtenir la libération des pêcheurs.

### Affaires de corruption
Réélu aux élections régionales du 16 juin 1991, Nicolosi démissionne le 21 octobre 1991 pour se porter candidat à la Chambre des députés où il est largement élu lors des élections générales d'avril 1992. Après l'assassinat de Salvatore Lima, Cosa Nostra aurait placé Nicolosi sur la liste des élus à exécuter pour l'avoir trahi, liste sujette aux négociations secrètes entre l'État et la mafia à cette époque.
Un an plus tard éclate la « Tangentopoli sicilienne ». Arrêté en 1994, il reconnait avoir collecté des pots-de-vin pour son parti et non à des fins personnelles, et livre en 1997 aux procureurs les noms de personnalités politiques siciliennes de premier plan : les démocrates chrétiens Calogero Mannino, Sergio Mattarella, Salvo Lima et Nino Drago, Giuseppe Astone, et Vincenzo Foti, les communistes Luigi Colajanni, Michelangelo Russo, Adriana Laudani et Angela Bottari et Gianni Parisi, les socialistes Salvatore Lauricella, Salvo Andò, Nicola Capria, Filippo Fiorino et Salvatore Lombardo, les républicains Aristide Gunnella, du maire de Catane Enzo Bianco, de l'ancien parlementaire Salvatore Grillo Morassutti, et les sociaux-démocrates Carlo Vizzini, Pasquale Macaluso et Enzo Costa, tous destinataires selon lui de financements occultes provenant des pots-de-vin versés par les entrepreneurs obtenant les marchés publics de la Région sicilienne. Il est ensuite condamné deux fois, à cinq ans et demi pour corruption lors de la construction du centre d'exposition le Ciminiere à Catane, et trois ans et deux mois pour la perception d'un pot-de-vin d'un demi-milliard de lires lors de l'achat du bureau de représentation de la région sicilienne à Rome.
Lors des élections générales de 1994, il échoue à se faire élire au Sénat avec une liste indépendante, Sicilia Futura, qui n'obtient que 9,7 % des voix du collège d'Acireale.